# كرويزر
الكرويزر أو الكرويتسر كان عملة معدنيةً ووحدةً نقديةً قياسية استُخدمت في الولايات الألمانية الجنوبية وفي النمسا وسويسرا قبل اعتماد المارك الذهبي الألماني في الفترة ما بين عامي 1871 و1873، أصبح الكرويزر بعد عام 1760 يُصنع من النحاس. وفي جنوب ألمانيا، كانت قيمة الكرويزر الواحد تساوي عادةً 4 بفنغ، وكان الغولدن الواحد يساوي 60 كرويزر.

## التاريخ

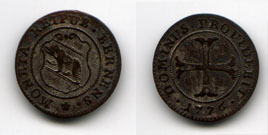
كرويزر صادر في مدينة برن عام 1776

يعود تاريخ عملة الكرويزر إلى عملة غروشن التي سُكّت في مدينة ميرانو بجنوب تيرول عام 1271، والتي اشتهرت باسم «كرويزر» بسبب الصليب المزدوج الذي نُقش على وجه العملة، وسُرعان ما اشتهرت العملة بهذا الاسم وانتشرت في جميع أنحاء المنطقة الجنوبية الناطقة بالألمانية خلال القرنين الخامس عشر والسادس عشر، وأصبحت وحدة قياسية للعملات الفضية الصغيرة المسكوكة بموجب قانون سك العملات الإمبراطوري لعام 1551.

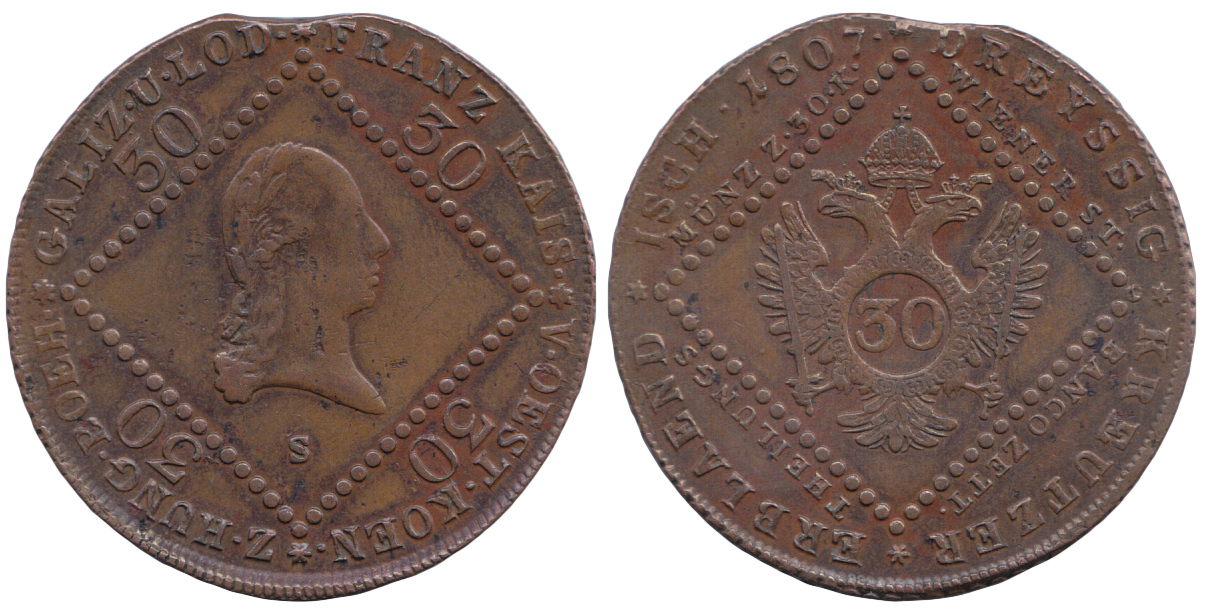
عملة 30 كرويزر نمساوي صادرة عام 1807 في عهد الملك فرانز الثاني، ومصنوعة من النحاس وتزن 18.13 غرام

وفي عام 1559، اعتُمدت قيمة الغولدن الألماني الجنوبي باعتبارها تساوي 60 كرويزر في جميع أنحاء الولايات الجنوبية للإمبراطورية الرومانية المقدسة، على حين رفضت الولايات الألمانية الشمالية الانضمام للمعاهدة، واستخدمت الغروشن بدلاً من الكرويزر. بلغت قيمة الكرويزر حوالي 4.2 بنسًا. وبالتالي، كان الغولدن الألماني الذهبي الواحد يساوي 60 كرويزر، وهو ما يُعادل 252 بفنغ.قسمت أنظمة العملات اللاحقة الغولدن الواحد إلى 60 كرويزر بحيث تعادل قيمته 240 بفنغ.
بعد اعتماد تالر الاتفاقيات في عام 1754، ظهر نوعان مختلفان من عملات الكرويزر، عُرف أحدهما بسام كرويزر الاتفاقيات، وكان يساوي 1/120 من تالر الاتفاقيات، وبالتالي؛ كانت قيمة الغولدن الواحد تُعادل نصف قيمة تالر الاتفاقيات، وقد استُخدم ذلك الكرويزر في الإمبراطورية النمساوية المجرية، على حين اعتمدت ولايات جنوب ألمانيا عملة كرويزر لاند مونزي، والتي كانت ذات قيمة أصغر بحيث تُساوي 1/144 من تالر الاتفاقيات، وبالتالي؛ كانت قيمة الغولدن الواحد تُعادل 5/12 من تالر الاتفاقيات. في الواقع، أصدرت ولايات جنوب ألمانيا عملات معدنية من فئات أعلى مقومة بعملة الكرويزر لاند مونزي حتى 6 كرويزر لاند مونزي، والتي تعادل 5 كرويزر اتفاقيات.

### في جنوب ألمانيا 1837-1873
اعتمد الاتحاد النقدي لجنوب ألمانيا عام 1837 نظامًا نقديًا قائمًا على اعتبار الكرويزر وحدة أساسيّة للعملة بحيث تساوي ٦٠ كرويزر = ١ غولدن، و١ + ٣/٤ غولدن = ١ ثالر، حيث كان الكرويزر المُستخدم يساوي عملة الكرويزر القديمة. استمر تداول عملات الكرويزر هذه حتى حل النظام العشري محل هذا النظام بعد توحيد ألمانيا عام 1871.

### في الإمبراطورية النمساوية المجرية 1857-1893
تحولت الإمبراطورية النمساوية المجرية عام 1857 إلى استخدام النظام النقدي العشريّ، وبالتالي أصبحت قيمة كل ١٠٠ كروتزر تكافئ ١ فلورين نمساوي-مجري، وتساوي ١ + ١/٢ فلورين = ١ فيراينستالر.